# Nephrotoma integra
Nephrotoma integra är en tvåvingeart som beskrevs av Alexander 1935. Nephrotoma integra ingår i släktet Nephrotoma och familjen storharkrankar.
Artens utbredningsområde är Taiwan. Inga underarter finns listade i Catalogue of Life.